# 怪兽月光理论
在数学中，怪兽月光理论或月光理论（monstrous moonshine, or moonshine theory）是指在怪兽群M和模形式（j不變量）之间的一种意外的联系。该名词于1979年由康威和西蒙·诺顿在1979年造出。
经过研究，现在已知道怪兽月光理论的核心是称为月光模的顶点算子代数。这一代数由伊戈尔·弗兰科尔，詹姆斯·雷保斯基和阿尔内·缪尔曼于1988年构造，其对称群为怪兽群。通常这个代数被视作二維共形場論结构之一部分，因此可以看作物理在数学的两个分支之间建立了联系。康威和诺顿提出的猜想在1992年由理查德·博赫兹使用弦论中的no-ghost定理，以及顶点算子代数和廣義泛卡茨-穆迪代數之理论得以证明。